# Каштановая улица (Киев)
Каштановая улица (укр. Каштанова вулиця) — улица в Деснянском районе города Киева. Пролегает от проспекта Владимира Маяковского до улицы Оноре де Бальзака, исторически сложившаяся местность (район) Вигуровщина-Троещина.
Нет примыкающих улиц.
По названию улицы именуются остановки общественного транспорта по улице Оноре де Бальзака и проспекту Владимира Маяковского.

## История
В 1982 году село Троещина было включено в состав города Киева, со временем усадебная застройка была ликвидирована в связи со строительством нового жилого массива. 
Новая улица была проложена в 1983 году в современных размерах. Улица застраивалась с 1986 года наряду с другими улицами 1-й очереди жилого массива Троещина в Днепровском районе.
18 апреля 1983 года улица получила современное название Каштановая, согласно Решению исполнительного комитета Киевского городского совета депутатов трудящихся № 613 «Про упорядочивание наименований и переименование улиц города Киева».
Согласно топографической карте M-36-050, к 1991 году улица была проложена в современных размерах и полностью застроена.   

## Застройка
Улица пролегает в северо-западном направлении в форме дуги. Улица имеет по два ряда движения в обе стороны. 
Парная и непарная стороны улицы занята многоэтажной жилой (9-10-16-18-этажные дома) застройкой и учреждениями обслуживания — микрорайоны № 2 и 3 жилого массива Вигуровщина-Троещина. Несколько 9-10-этажных домов (№№ 2/11А, 3, 5, 8, 8А, 13, 14, 14А) вдоль улицы С-образные в плане. 
Учреждения:
1. дом № 7 — Деснянский районный центр занятости
2. дом № 9А — Деснянская окружная прокуратура города Киева